# 리처드 힐튼
리처드 하워드 힐턴(Richard Howard Hilton, 1955년 8월 17일 ~ )은 미국의 사업가로, 힐튼 호텔 창업자 콘래드 힐턴의 손자이다. 아버지는 배런 힐튼.